# Akinori Mikami
Akinori Mikami (三上 明紀 Mikami Akinori?), född 12 juni 1969 i Shizuoka prefektur, är en japansk tidigare fotbollsspelare.
Mikami började sin karriär 1988 i Mitsubishi Motors (Urawa Reds). Han avslutade karriären 1994.